# Gonomyia rastriformis
Gonomyia rastriformis är en tvåvingeart som beskrevs av Alexander 1946. Gonomyia rastriformis ingår i släktet Gonomyia och familjen småharkrankar. Inga underarter finns listade i Catalogue of Life.